# Rainer Weiss
Rainer Weiss (sokszor Rai Weiss, Berlin, 1932. szeptember 29. –) német születésű amerikai fizikus, aki 2017-ben Nobel-díjat kapott a gravitációs hullámok kutatásában nyújtott munkájáért, Kip Thorne és Barry Barish fizikusokkal együtt. Weiss a LIGO egyik vezető tudósa, mely egy lézer interferométerrel gravitációs hullámok megfigyelését végző csillagászati obszervatórium. Jelenleg a Massachusettsi Műszaki Egyetem emeritus professzora.

## Élete
Rainer Weiss egy zsidó-keresztény család két gyermekének egyike. Apja, Friedrich Weiss neurológus, kommunista és a Rathenau család barátja volt. Családja a német nemzetiszocialisták elől először Prágába, 1938-ban pedig az USA-ba menekült . 
New York-ban járt iskolába, majd tanulmányait a Massachusettsi Műszaki Egyetemen végezte, ahol 1955-ben a főiskolai diplomát szerzett és 1962-ben Jerrold Zacharias doktori hallgatója volt. Ezután posztdoktori hallgató volt a Tufts Egyetemen, majd 1962-től tanársegéd a Princetoni Egyetemen. 1964-től az MIT adjunktusa volt, ahol 1967-ben docens, 1973-ban professzor lett. 2001 óta emeritus professzor.

### Munkássága
Weiss kezdetben atomfizikával és az atomórák fejlesztésével foglalkozott. Az 1970-es években a kozmikus mikrohullámú háttérsugárzás ballonmérésekkel történő mérésének egyik úttörője volt, majd részt vett a COBE-projekt munkájában. 1980-as évek végén vezető szerepet töltött be a gravitációs hullámok lézeres interferométereinek fejlesztésében, amely a LIGO projekthez vezetett. 

## Díjai, elismerései
- Einstein-díj (2007)
- Kavli-díj (2016)
- Shaw-díj (2016)
- Fizikai Nobel-díj (2017)
- Az Eötvös Loránd Tudományegyetem díszdoktora (2018)

## Fordítás
Ez a szócikk részben vagy egészben  a   Rainer Weiss című német Wikipédia-szócikk fordításán alapul.  Az eredeti cikk szerkesztőit annak laptörténete sorolja fel. Ez a jelzés csupán a megfogalmazás eredetét és a szerzői jogokat jelzi, nem szolgál a cikkben szereplő információk forrásmegjelöléseként.